# Spathius comes
Spathius comes är en stekelart som beskrevs av Matthews 1970. Spathius comes ingår i släktet Spathius och familjen bracksteklar. Inga underarter finns listade i Catalogue of Life.